# Васильев, Семён Митрофанович
Семён Митрофанович Васильев (15 декабря 1917 год, Чернышевский наслег, Вилюйский улус — 11 сентября 1997 год) — машинист экскаватора рудника «Мирный» треста «Якуталмаз» Северо-Восточного совнархоза, Якутская АССР. Герой Социалистического Труда (1964).

## Биография
Родился в 1917 году в семье охотника. С 1934 года трудился в объединении «Сбертрудкассы». С 1937 года — районный инспектор Оленекской райинспектуры Управления Нархозучёта Якутской АССР. В 1940 году вступил в ВКП(б). В 1944 году переехал в Якутск, где трудился в местной печати. В 1944—1946 годах участвовал в сражениях против Японии на Дальнем Востоке.
С 1946 по 1960 года — собственный корреспондент, заведующий отделом редакции газеты «Кыым». Окончил двухгодичные курсы Высшей партийной школы в Новосибирске. Избирался первым секретарём Средне-Колымского райкома партии.
С 1959 года проживал в городе Мирный. После окончания курсов машинистов экскаватора при комбинате «Вахрушевуголь» в Свердловской области трудился с 1961 года помощником машиниста экскаватора, машинистом экскаватора ЭКГ-4 треста на карьере трубки «Мир» треста «Якуталмаз» в городе Мирный.
Участвовал во всесоюзном социалистическом соревновании среди экскаваторщиков. Наряду с экскаваторщиками Николаем Титовым, Иваном Серебряковым и Василием Трофимовым, работавшими в тресте «Якуталмаз», стал одним из рекордсменов союзного значения по погрузке горной массы на один кубометр ковша экскаватора в год. В 1962 году выработал 700 тысяч кубических метров руды при запланированной годовой норме в 490 тысяч кубических метров. Указом Президиума Верховного Совета СССР от 24 января 1964 года за выдающиеся успехи, достигнутые в создании алмазодобывающей промышленности удостоен звания Героя Социалистического Труда с вручением ордена Ленина и золотой медали «Серп и Молот».
С 1964 года — бригадир экскаваторщиков треста «Якуталмаз».
Избирался делегатом XXIII съезда КПСС.
Скончался в 1997 году. Похоронен на городском кладбище Якутска.
Награды
- Орден Ленина
- Медаль «За победу над Японией»
- Почётный гражданин города Мирный

Память
Его именем названа Чернышевская средняя школа Вилюйского района.
В городе Мирный на доме № 8 по улице Московская, где проживал Семён Васильев, установлена мемориальная доска.